# Erwin Kossowski
Erwin Krystyn Włodzimierz Kossowski (ur. 24 lipca 1884 w Rzeszowie, zm. ?) – podpułkownik piechoty Wojska Polskiego.

## Życiorys
Urodził się 24 lipca 1884 w Rzeszowie, w rodzinie Mariana.
Jesienią 1904 rozpoczął zawodową służbę wojskową w cesarskiej i królewskiej Armii. Został wcielony do Galicyjskiego Pułku Piechoty Nr 58 w Przemyślu. W latach 1912–1914 pełnił służbę w 4. batalionie tego pułku, który był detaszowany w Fočy na stanowisku komendanta oddziału karabinów maszynowych. W szeregach tego batalionu wziął udział w mobilizacji sił zbrojnych Monarchii Austro-Węgierskiej, wprowadzonej w związku z wojną na Bałkanach. Następnie w szeregach IR Nr 58 walczył na I wojnie światowej. W 1914 jako komendant oddziału karabinów maszynowych został ranny. W czasie służby w c. i k. Armii awansował na kolejne stopnie w korpusie oficerów piechoty: porucznika (starszeństwo z 1 listopada 1904), nadporucznika (starszeństwo z 1 listopada 1910) i kapitana (starszeństwo z 1 marca 1915).
11 czerwca 1920 został zatwierdzony z dniem 1 kwietnia 1920 w stopniu podpułkownika, w piechocie, w grupie oficerów byłej armii austro-węgierskiej. Pełnił wówczas służbę w Ministerstwie Spraw Wojskowych. W 1922 został dowódcą 73 Pułku Piechoty. 3 maja 1922 został zweryfikowany w stopniu podpułkownika ze starszeństwem z 1 czerwca 1919 i 133. lokatą w korpusie oficerów piechoty. W marcu 1923 został przydzielony na stanowisko komendanta miasta Łodzi. W czerwcu tego roku został przeniesiony do 28 Pułku Piechoty w Łodzi na stanowisko dowódcy pułku. W październiku 1925 został zwolniony ze stanowiska dowódcy pułku z równoczesnym przeniesieniem służbowym do Powiatowej Komendy Uzupełnień Lublin na okres czterech miesięcy celem odbycia praktyki poborowej. W marcu 1926 został zatwierdzony na stanowisku oficera Przysposobienia Wojskowego w Dowództwie 9 Dywizji Piechoty w Siedlcach. W kwietniu 1928 został zwolniony z zajmowanego stanowiska z równoczesnym oddaniem do dyspozycji dowódcy Okręgu Korpusu Nr IX. Z dniem 31 października 1928 został przeniesiony w stan spoczynku.
W 1934, jako oficer stanu spoczynku pozostawał w ewidencji Powiatowej Komendy Uzupełnień Nowy Targ. Posiadał przydział do Oficerskiej Kadry Okręgowej Nr V. Był wówczas „przewidziany do użycia w czasie wojny”.

## Ordery i odznaczenia
- Krzyż Jubileuszowy Wojskowy (Austro-Węgry, 1908)[24]
- Krzyż Pamiątkowy Mobilizacji 1912–1913 (Austro-Węgry, 1914)[4]